# 3143 Genecampbell
A 3143 Genecampbell (ideiglenes jelöléssel 1980 UA) a Naprendszer kisbolygóövében található aszteroida. Harvard Obszervatórium fedezte fel 1980. október 31-én.